# Han So-eun
Han So-eun  (en hangul, 한소은; nacida el 8 de julio de 1993) es una actriz surcoreana.

## Carrera
Han So-eun vivió en Daegu hasta su segundo año de secundaria, cuando se mudó a Seúl para prepararse a entrar en un grupo musical: «en ese momento, todas las agencias estaban tratando de formar un grupo de chicas. Me gustaba rapear, así que hice una audición y entré, pero bailar era muy difícil [...] Así que me di por vencida rápidamente y entré al Departamento de Radiodifusión y Entretenimiento de la Universidad Femenina de Dongduk, donde me preparé para convertirme en actriz en serio». El punto de inflexión llegó cuando estaba rodando como debutante Gogh, The Starry Night en 2016: entonces se dio cuenta definitivamente de que su interés estaba en la interpretación más que en la música.El modelo a seguir que eligió para su carrera fue Han Ji-min.
Desde entonces ha interpretado papeles muy diversos, mostrando un amplio rango de actuación: ha sido el inocente primer amor Da-jung en 18 Again, la caprichosa chica de secundaria Han Tae-ra en Class of Lies y la desafortunada ídolo Stella en Idol: The Coup, en estos dos últimos casos como protagonista. En 2023 fue muy elogiada por algunos medios de prensa su actuación como Eun-soo en Joseon Attorney. Según uno de ellos, que escribe sobre su «actuación [...] adictiva», «Han So-eun devoró la escena. Cada vez que aparece Eun-soo, el aire de Joseon Attorney cambia». En otro medio se puede leer que «Han So-eun es una actriz bien preparada y está volando alto a través de Joseon Attorney. Los espectadores que vieron la transmisión están derramando críticas favorables sobre ella por sus bellas y elegantes imágenes, ojos misteriosos y habilidades de actuación».
El 6 de febrero de 2024 la agencia Sim Story anunció que había firmado un contrato de representación exclusiva con la actriz. Ese mismo año tuvo un papel de reparto en la serie de misterio Black Out, que en realidad se había rodado dos años antes.

## Filmografía

### Cine
| Año  | Título                                  | Hangul     | Papel      | Notas              | Ref.         |
| ---- | --------------------------------------- | ---------- | ---------- | ------------------ | ------------ |
| 2019 | By Quantum Physics: A Nightlife Venture | 양자물리학 | Celebridad | Aparición especial | [ 9 ] [ 10 ] |

### Series de televisión
| Año  | Título               | Papel                            | Canal     | Notas                     | Ref.          |
| ---- | -------------------- | -------------------------------- | --------- | ------------------------- | ------------- |
| 2018 | Through the Waves    | Park Yoon-ju                     | KBS       |                           | [ 3 ]         |
| 2018 | The Beauty Inside    | Mujer en cita a ciegas de Do Jae | JTBC      | Aparición especial, ep. 2 |               |
| 2019 | Class of Lies        | Han Tae-ra                       | OCN       | Protagonista              | [ 2 ] [ 11 ]  |
| 2020 | Mystic Pop-up Bar    | Shin Bo-ra                       | JTBC      | Aparición especial, ep. 8 | [ 12 ]        |
| 2020 | 18 Again             | Jung Da-jung de joven            | JTBC      |                           | [ 3 ] [ 13 ]  |
| 2021 | Idol: The Coup       | Jang Stella                      | JTBC      | Protagonista              | [ 14 ] [ 15 ] |
| 2022 | Becoming Witch       | Lim Go-eun                       | TV Chosun |                           | [ 16 ] [ 17 ] |
| 2023 | Joseon Attorney      | Kang Eun-soo                     | MBC       |                           | [ 18 ] [ 19 ] |
| 2024 | Black Out            | Park Da-eun                      | MBC       |                           | [ 8 ] [ 20 ]  |
| 2025 | El palacio embrujado | Reina Park                       | SBS       |                           | [ 21 ] [ 22 ] |

### Series web
| Año  | Título                                  | Papel         | Notas                     | Ref.          |
| ---- | --------------------------------------- | ------------- | ------------------------- | ------------- |
| 2015 | The Flatterer                           |               |                           | [ 1 ]         |
| 2016 | Gogh, The Starry Night                  | Gong Gong-hee |                           | [ 14 ]        |
| 2018 | Between Friendship and Love 3           | Jung Ma-eum   |                           | [ 23 ]        |
| 2018 | Number Six                              | Se Ra         |                           | [ 24 ]        |
| 2020 | School Strange Stories: 8th Anniversary | Oh Myung-jin  | Protagonista              | [ 25 ]        |
| 2021 | The Witch's Diner                       | Kang Su-jeong |                           | [ 26 ] [ 27 ] |
| 2021 | Can You Deliver Time? 2002              | Ha Da-yeon    |                           |               |
| 2023 | Gangster's Vlog                         | Park Yu-na    | 5 episodios de 10 minutos | [ 28 ] [ 29 ] |